# Luis Suárez Cáceres
Luis Oswaldo Suárez Cáceres  (Ancón, Lima, 17 de mayo de 1926-San Juan de Lurigancho, Lima, 7 de agosto de 2014) fue un estadista deportivo, futbolista y médico peruano. Como jugador, se desempeñó como arquero y desarrolló gran parte de su trayectoria en Deportivo Municipal y Mariscal Sucre. 
Es considerado un ídolo de la parcialidad «edil» y uno de los mejores arqueros de la historia del fútbol peruano.

## Biografía
El Flaco transcurrió su infancia entre el fútbol, el estudio y el trabajo. Durante sus vacaciones escolares tenía que levantarse antes del amanecer para entregar los productos que vendía, como flores y frutas. A pesar de que en su juventud militó en las juveniles de Deportivo Municipal, no abandonó su ambición de convertirse en un médico, en concreto ginecólogo, profesión que practicó durante un breve período de tiempo. El mismo Suárez confesó que en su época de divisiones inferiores en el Muni entrenaría de mañana y en la noche estudiaba en la Universidad de Lima para obtener el título.
Tras su retiro del futbol, Luis se dedicó a ejercer su profesión de médico, para la que había estudiado más allá de haber también desarrollado antes una agencia de publicidad. Y se dio tiempo para la vida política: en 1970, se convirtió en el primer alcalde de la historia del distrito de San Juan de Lurigancho por nombramiento directo del gobierno militar, y repitió el plato entre 1996 y 1998 ya por sufragio popular, obteniendo un 55.5% de votos.

## Trayectoria
Uno de los grandes de la portería con su seguridad, compromiso, agilidad, aplomo y buen sentido de ubicación, se ha transformado en una de las leyendas bajo los tres palos del fútbol de Perú.
Debutó en Deportivo Municipal en 1945 al mando del técnico y exportero Juan Valdivieso en la victoria del Muni ante Sport Boys por 4 a 2 en el Estadio Nacional de Lima ante unas 5.000 personas.
En 1946 es donde se afianzó de arco, siendo sucesor del gran Juan Criado y de Juan Busanich que fue llamado por el Lanús argentino para enrolarse a sus filas, y el 'Flaco' no desaprovechó la oportunidad para quedarse con el titularato. En el Conjunto edil fue Campeón del Torneo Nacional en el año 1950. Además de representar al equipo internacionalmente en el primer torneo oficial de clubes sudamericanos, el Campeonato Sudamericano de Campeones, que años más tarde se transformaría en la Copa Libertadores.
En Deportivo Municipal terminó jugando 64 partidos en 5 temporadas, dejó el club en 1952 para pasar al Mariscal Sucre, donde siguió vinculado hasta 1957, en esa última campaña fungió como jugador-entrenador y contó con José Chiarella como encargado de la preparación física y entrenador nominal.
También jugó por Ciclista Lima entre 1958 y 1959, Centro Iqueño en 1960 y finalmente regresaría al Ciclista Lima, equipo donde se retiraría definitivamente del futbol, siendo uno de los pocos jugadores veteranos que aún se mantenían en esos tiempos.

## Selección nacional
Entre 1947 y 1956 representó a la Selección de fútbol de Perú en 13 ocasiones, recibiendo un total de 17 goles.

### Participaciones en Copas América
| Copa              | Sede    | Resultado     |
| ----------------- | ------- | ------------- |
| Copa América 1947 | Ecuador | Quinto puesto |
| Copa América 1949 | Brasil  | Tercer puesto |
| Copa América 1955 | Chile   | Tercer puesto |

## Clubes
| Club                | País | Año         |
| ------------------- | ---- | ----------- |
| Deportivo Municipal | Perú | 1945 - 1952 |
| Mariscal Sucre      | Perú | 1953 - 1957 |
| Ciclista Lima       | Perú | 1958 - 1959 |
| Centro Iqueño       | Perú | 1960        |
| Ciclista Lima       | Perú | 1961 - 1962 |

## Palmarés

### Torneos nacionales
| Título           | Club                | País | Año  |
| ---------------- | ------------------- | ---- | ---- |
| Primera División | Deportivo Municipal | Perú | 1950 |
| Primera División | Mariscal Sucre      | Perú | 1953 |

### Otros torneos oficiales
| Título                 | Club                | País | Año  |
| ---------------------- | ------------------- | ---- | ---- |
| Campeonato de Apertura | Deportivo Municipal | Perú | 1951 |

## Fallecimiento
Falleció el 7 de agosto de 2014 en San Juan de Lurigancho (lugar donde residía) a los 88 años de edad por causas naturales. Distintos políticos se han pronunciado después del fallecimiento de Suárez. 
Sus restos fueron velados en el Palacio Municipal de Lima.